# Jang Dong-gun
Jang Dong Gun en hangul, 장동건; Yongsan-gu, Seúl, Corea del Sur, 7 de marzo de 1972) es un actor y cantante ocasional surcoreano. Más conocido por sus papeles protagónicos en las películas Friend (2001) y Taegukgi: The Brotherhood of War (2004). Dong Gun es uno de los actores surcoreanos mejor pagados y con más contratos por publicidad, considerado por los expertos de la industria como una de las estrellas más rentables.

## Primeros años
Jang Dong Gun pasó su infancia en Yongsan-gu en Seúl, y luego ingresó a estudiar a la escuela de Drama de la Universidad Nacional de Artes de Corea. Sin embargo, dejó la carrera sin obtener su título profesional.

## Carrera
Dong Gun ingresó a la industria del entretenimiento en 1992 al participar en un concurso de talentos. Empezó por actuar en dramas como The Last Match, junto a Shim Eun Ha, y finalmente hizo su debut en el cine al participar en Repechage (1997) junto a Kim Hee Sun.
A finales de los 90s, no sólo se volvió popular en Corea del Sur, sino que también fue uno de los primeros artistas surcoreanos en reunirse con fanes en otras partes de Asia, luego de que varias de sus series televisas fueran transmitidas en esos países. En 1999, después de su actuación en la aclamada Nowhere to Hide donde interpretó a la pareja joven de Park Joong Hoon, Dong Gun obtuvo un papel en la película Anarchists que se filmó en locaciones de Shanghái, lo que le ayudó a elevar aún más su fama.
Dong Gun alcanzó el pico más alto en su carrera al protagonizar la película Friend, que rompió el récord de recaudación que había impuesto Shiri, convirtiéndose (en ese momento) en la película más vista de Corea del Sur. En esta película, interpreta a un gánster de Busan. Al año siguiente, obtuvo un papel en la película de acción 2009 Lost Memories que se sitúa en un Japón futurista.
Después de aparecer en la película de bajo presupuesto The Coast Guard del polémico director Kim Ki-duk, Dong Gun toma el rol principal en Taegukgi: The Brotherhood of War, una película que narra la vida de dos hermanos durante la guerra de Corea. Esta película se convirtió en éxito de taquilla al vender 11 millones de entradas. Para este tiempo, el nombre de Jang Dong Gun fue conocido en toda Asia.
Jang continúo su ascenso al participar en The Promise, una superproducción asiática de $30 millones dirigida por el director chino Chen Kaige, donde interpreta al adversario de la estrella de Hong Kong Cecilia Cheung. Al mismo tiempo, formó parte del elenco de Typhoon como un pirata moderno quien ha sido traicionado por su patria. Dirigido por el mismo director de Friend Kwak Kyung-taek, esta película estableció un nuevo récord en el año 2005, por ser la película con mayor presupuesto en la historia del cine coreano, con $15 millones
Para los próximos cuatro años, Dong Gun mantuvo un perfil bajo en la industria coreana mientras trabajaba en su debut en Hollywood con la película The Warrior's Way, donde compartió roles con Kate Bosworth y Geoffrey Rush. La película tuvo problemas con la post-producción y distribución, por lo que se pospuso hasta 2010.
Retornó a la pantalla grande en 2009, como el jefe más joven (y más codiciado) de la nación en la comedia Good Morning, President de Jang Jin.
Se reunió con el director Kang Je Gyu en My Way, una película situada durante la Segunda Guerra Mundial, basada en la historia real de un soldado coreano que es obligado a luchar por la armada japonesa y que está presente durante la Batalla de Normandía. Un ambicioso proyecto a gran escala donde comparte roles con el actor japonés Joe Odagiri y la actriz china Fan Bingbing, My Way se convirtió en la nueva película coreana más cara hasta la actualidad (con un presupuesto estimado en ₩28 billion), pero a pesar de ser estrenada simultáneamente en Japón y Corea del Sur, la película fracasó en taquilla.
Dong Gun hizo su anticipado regreso a la televisión con el drama A Gentleman's Dignity, una comedia romántica donde interpreta a un hombre de 40 años que lucha por crecer, reparar y forjar relaciones duraderas. Luego de finalizar la serie, Dong Gun y su coestrella Kim Min Jong visitaron a refugiados en la República del Congo en una misión auspiciada por UNICEF y el Programa Mundial de Alimentos de ACNUR. Fue televisado por SBS.
Su película Dangerous Liaisons de 2012, fue la adaptación china de un clásico de la literatura francesa situada en Shanghái de 1930, dirigida por Hur Jin-ho y coprotagonizada por Zhang Ziyi y Cecilia Cheung.
Dong Gun protagonizó Crying Man (también conocida como No Tears for the Dead), una película de acción y suspenso dirigida por Lee Jeong-beom, donde interpreta a un sicario americano de origen coreano quien tiene que matar a su último objetivo (interpretado por Kim Min-hee).Actualmente parece estar jubilado.

## Filmografía

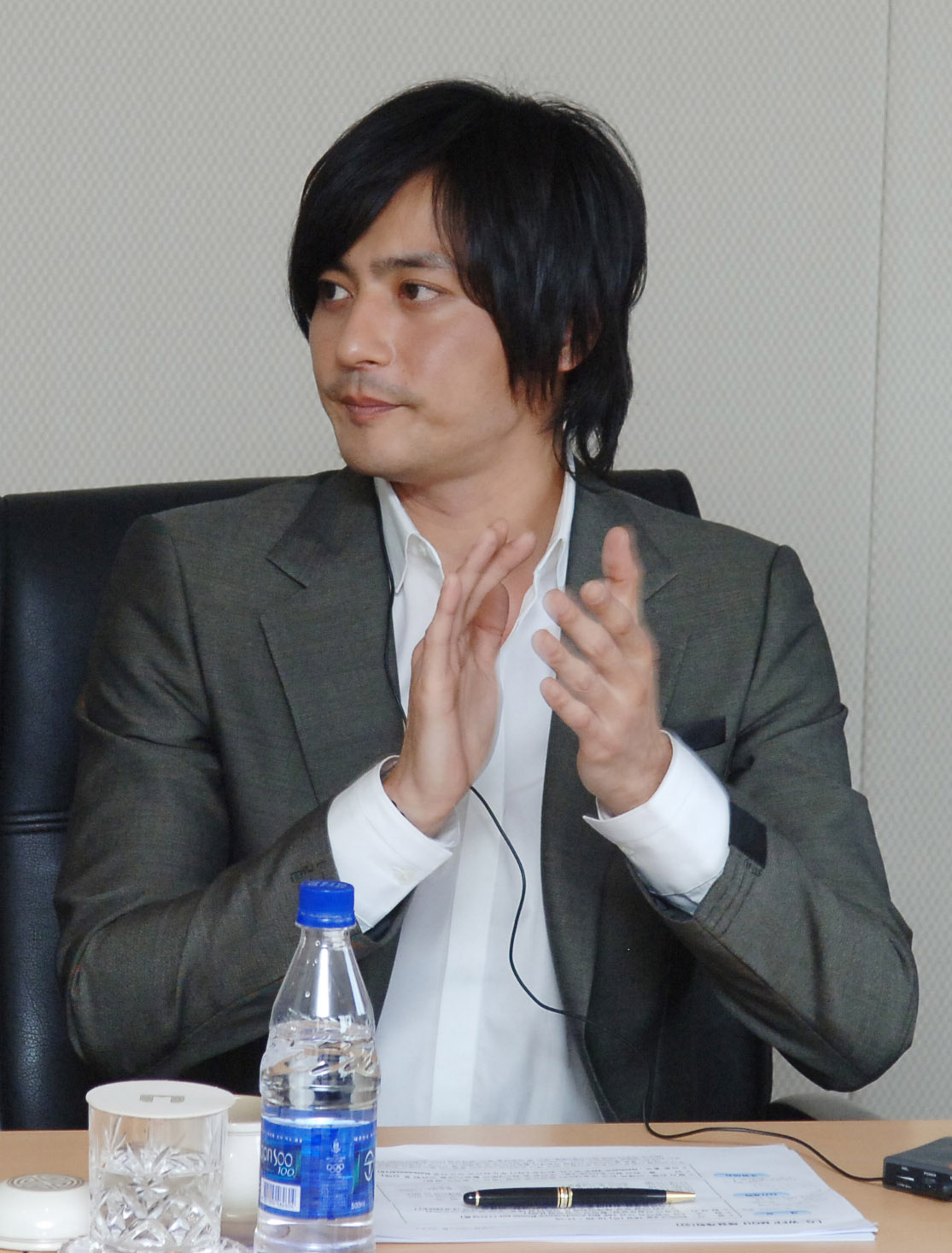
Jang Dong Gun en abril de 2009

### Películas
| Año  | Título                           | Papel              | Ref.  |
| ---- | -------------------------------- | ------------------ | ----- |
| 1997 | Repechage                        | Min Gyu            |       |
| 1997 | Holiday In Seoul                 | taxista            |       |
| 1998 | First Kiss                       | cameo              |       |
| 1999 | Love Wind Love Song              | Tae Hee            |       |
| 1999 | Nowhere to Hide                  | Detective Kim      |       |
| 2000 | Anarchists                       | Sergei             |       |
| 2001 | Friend                           | Lee Han Dong Su    |       |
| 2002 | 2009 Lost Memories               | Masayuki Sakamoto  |       |
| 2002 | The Coast Guard                  | Soldado Kang       |       |
| 2004 | Taegukgi: The Brotherhood of War | Lee Jin Tae        |       |
| 2005 | Typhoon                          | Sin                |       |
| 2005 | The Promise                      | Kunlun, el esclavo |       |
| 2009 | Good Morning, President          | Cha Ji Wook        |       |
| 2010 | The Warrior's Way                | Yang               |       |
| 2011 | My Way                           | Kim Jun Sik        |       |
| 2012 | Dangerous Liaisons               | Xie Yifan          |       |
| 2014 | No Tears for the Dead            | Gon                |       |
| 2015 | Fighters 7                       | Jakeman Lee        |       |
| 2018 | Seven Years of Night             | Young je           |       |
| 2023 | A Normal Family                  | Jae-gyu            | [ 5 ] |

### Series de televisión
| Año  | Título                | Papel           | Canal |
| ---- | --------------------- | --------------- | ----- |
| 1992 | Our Heaven            |                 | MBC   |
| 1993 | Il Ji Mae             |                 | MBC   |
| 1994 | The Last Match        |                 | MBC   |
| 1996 | Icing                 | Yoon Chan       | MBC   |
| 1997 | Medical Brothers      | Kim Su Hyung    | MBC   |
| 1997 | Model                 | Lee Jung        | SBS   |
| 1997 | Myth of a Hero        | Kim Tae Woo     | MBC   |
| 1998 | Ready Go!             | Shin Ji Soo     | MBC   |
| 1998 | Love                  | Jung In Ha      | MBC   |
| 1999 | Springtime            | Kang Hyun Woo   | MBC   |
| 1999 | Ghost                 | Jang Dae Hyup   | SBS   |
| 2000 | Todo sobre Eva        | Yoon Hyung Chul | MBC   |
| 2012 | A Gentleman's Dignity | Kim Do Jin      | SBS   |
| 2018 | Suits                 | Choi Kyung Seo  | KBS2  |
| 2019 | Arthdal Chronicles    | Ta-gon          | tvN   |

### Eventos
| Año  | Título                  | Lugar | Notas             |
| ---- | ----------------------- | ----- | ----------------- |
| 2019 | 2019 Asia Artist Awards | Hanói | (asistente nomas) |

### Revistas / sesiones fotográficas
| Año  | Título                | Notas                                                               |
| ---- | --------------------- | ------------------------------------------------------------------- |
| 2017 | Magazine M and Cine21 | junto a Park Hee-soon, Kim Myung-min y Lee Jong-suk - (volumen 227) |

## Discografía
- 1993: Jang Dong-kun
- 1994: Friendship : Dong-gun Jang, Chul Jun
- 1995: Fly
- 1998: Bon-seung & Dong-gun

## Premios
| Año  | Premio                          | Categoría                                          | Trabajo Nominado                 | Resultado |
| ---- | ------------------------------- | -------------------------------------------------- | -------------------------------- | --------- |
| 1993 | MBC Drama Awards                | Mejor nuevo actor                                  | Il Ji Mae                        | Nominado  |
| 1994 | 30th Baeksang Arts Awards       | Mejor nuevo actor (TV)                             | The Last Match                   | Ganador   |
| 1997 | 33rd Baeksang Arts Awards       | Actor más popular (TV)                             | Medical Brothers                 | Ganador   |
| 1997 | 18th Blue Dragon Film Awards    | Mejor nuevo actor                                  | Repechage                        | Ganador   |
| 1997 | MBC Drama Awards                | Premio a la alta excelencia, Actor                 | Medical Brothers                 | Ganador   |
| 1999 | 20th Blue Dragon Film Awards    | Mejor actor de reparto                             | Nowhere to Hide                  | Ganador   |
| 2000 | 37th Grand Bell Awards          | Mejor actor de reparto                             | Nowhere to Hide                  | Nominado  |
| 2000 | 21st Blue Dragon Film Awards    | Estrella popular                                   | Anarchists                       | Ganador   |
| 2000 | MBC Drama Awards                | Premio a la alta excelencia, Actor                 | All About Eve                    | Nominado  |
| 2001 | 46th Asia-Pacific Film Festival | Mejor actor de reparto                             | Friend                           | Ganador   |
| 2001 | 22nd Blue Dragon Film Awards    | Estrella popular                                   | Friend                           | Ganador   |
| 2001 | 22nd Blue Dragon Film Awards    | Mejor actor                                        | Friend                           | Nominado  |
| 2002 | 23rd Blue Dragon Film Awards    | Mejor actor                                        | The Coast Guard                  | Nominado  |
| 2003 | 40th Grand Bell Awards          | Mejor actor                                        | The Coast Guard                  | Nominado  |
| 2003 | 2nd Korean Film Awards          | Mejor actor                                        | The Coast Guard                  | Nominado  |
| 2004 | 40th Baeksang Arts Awards       | Mejor actor (Cine)                                 | Taegukgi: The Brotherhood of War | Nominado  |
| 2004 | 41st Grand Bell Awards          | Mejor actor                                        | Taegukgi: The Brotherhood of War | Nominado  |
| 2004 | 25th Blue Dragon Film Awards    | Mejor actor                                        | Taegukgi: The Brotherhood of War | Ganador   |
| 2005 | 2nd Max Movie Awards            | Mejor actor                                        | Taegukgi: The Brotherhood of War | Ganador   |
| 2006 | 43rd Grand Bell Awards          | Mejor actor                                        | Typhoon                          | Nominado  |
| 2007 | 15th Chunsa Film Art Awards     | Premio Hallyu                                      | Él mismo                         | Ganador   |
| 2007 | Korea TV Advertising Festival   | Mejor pareja                                       |                                  | Ganador   |
| 2009 | 46th Savings Day                | Reconocimiento presidencial                        | Él mismo                         | Ganador   |
| 2009 | 30th Blue Dragon Film Awards    | Mejor actor                                        | Good Morning, President          | Nominado  |
| 2012 | 5th Style Icon Awards           | Top 10 Íconos de Estilo                            | Él mismo                         | Ganador   |
| 2012 | 5th Style Icon Awards           | Ícono de Estilo del año                            | Él mismo                         | Ganador   |
| 2012 | SBS Drama Awards                | Top 10 Stars                                       | A Gentleman's Dignity            | Ganador   |
| 2012 | SBS Drama Awards                | Premio a la alta excelencia, Actor en Drama Serial | A Gentleman's Dignity            | Ganador   |
| 2018 | Excellence (Miniseries)         | KBS Drama Award                                    | Suits                            | Ganador   |
| 2019 | Daesang — Actor of the Year     | Asia Artist Award                                  | -                                | Ganador   |